# Замок Іхтермуррах
Замок Іхтермуррах (англ. Ightermurragh Castle) — один із замків Ірландії, розташований в графстві Корк, біля одноіменного селища Іхтермуррах. Нині замок лежить в руїнах.

## Особливості архітектури
Замок являє собою чотирьохповерхову башту — хрестоподібну в плані. У стінах першого поверху наявні бійниці. На вищих поверхах вікна широкі. Головний вхід знаходиться на першому поверсі.

## Історія замку Іхтермуррах
Замок Іхтермуррах був побудований Едмундом Сапплом. На другому поверсі над каміном є напис латинською мовою, де вказані імена Едварда Саппла та його дружини Маргарет Фіцджеральд і дата будівництва — 1642 рік. У 1641 році спалахнуло повстання за незалежність Ірландії, яке було подавлене військами Олівера Кромвеля в 1652 році. Замок Іхтермуррах був захоплений штурмом і спалений англійськими військами. У XVIII столітті замок був відбудований новим власником — містером Смітом.
Про походження назви замку існує наступна легенда. Це було на початку XVII століття. Володар землі та замку не мав законного спадкоємця — сина. Але мав три дочки. Він вирішив розділити спадщину між трьома дочками і покликав дочок і спитав, що вони хотіли б отримати. Старша дочка сказала: «Beidh Inse na Chruithneactha agam-sa» — «Бейд інше на Хрухнехта фгем-ша» — «У мене буде пшеничне поле» (ірл.) Нині ця місцевість називається Кастеріхард. Друга дочка сказала: «An Cnoc Glas domh sa» — «Ан кнок глас дов ша» — «Зелений пагорб для мене» (ірл.) Ця місцевість називається нині Кнокгласс. Третя дочка сказала: «Agus an t-íochtar mo rógha» — «Агес ан т-йохтар мо рога» — «Мій вибір лежить нижче» (ірл.) Ця фраза перетворилася в назву Іхтермуррах. Вона також сказала, що збудує тут замок кращий, ніж замок батька (який вибрала старша сестра). Вона одружилася з джентльменом на ім'я Саппл. Вони побудували замок Іхтермуррах. Під час повстання 1641—1652 роках вони втратили всі свої володіння.